# Toffifee

Produktlogo

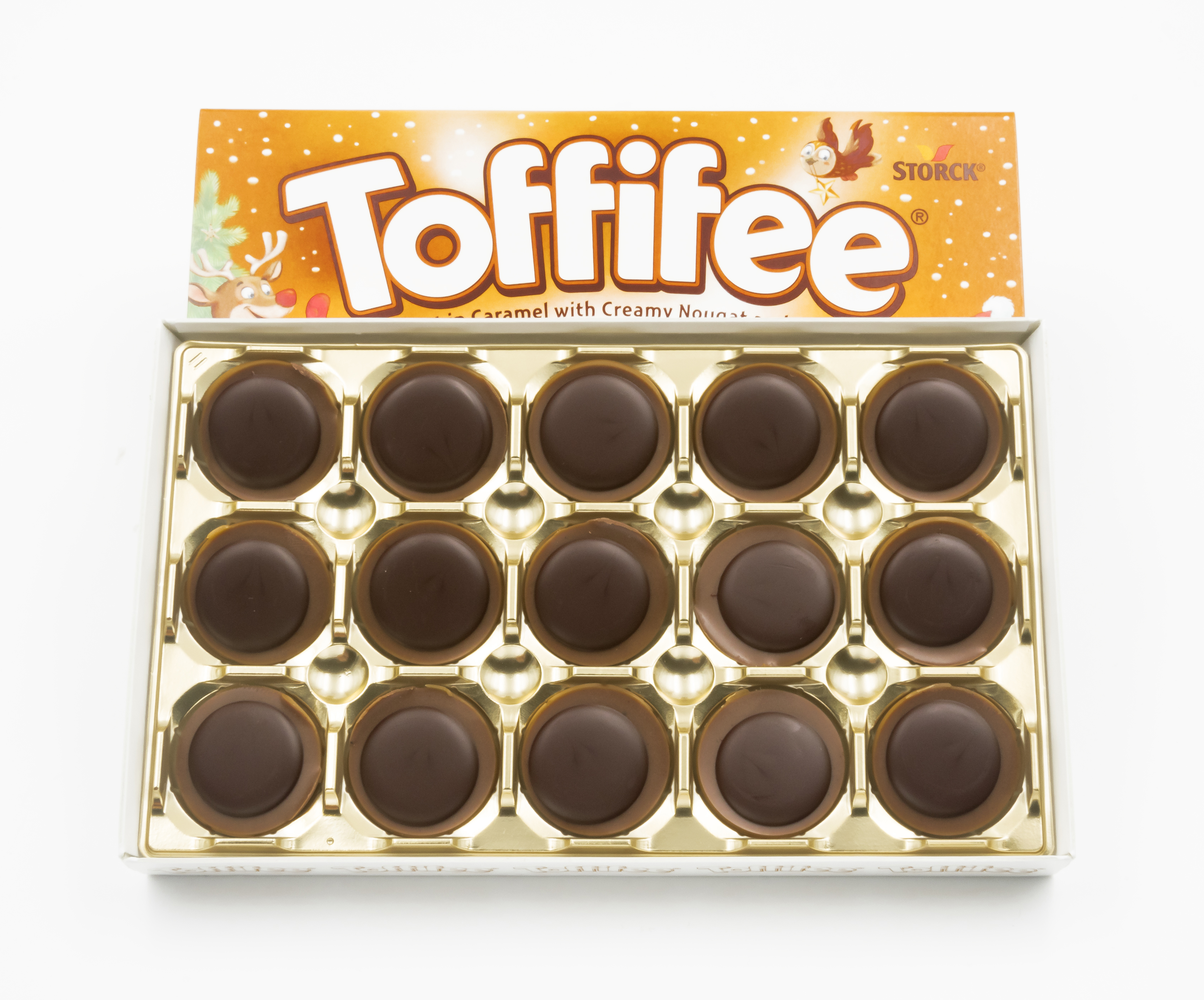
Toffifee

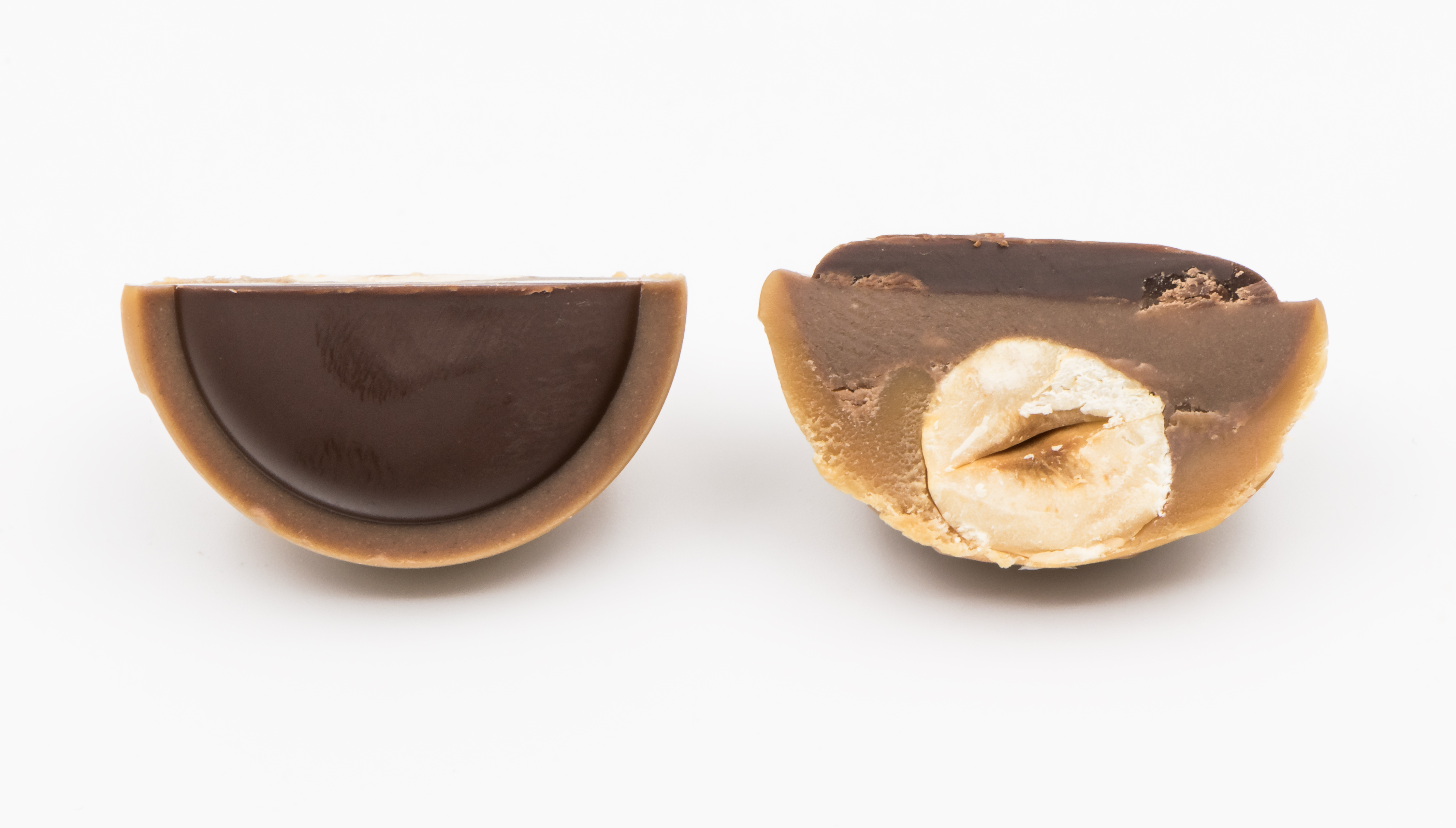
Aufgeschnittenes Toffifee-Stück

Toffifee ist eine Süßware des deutschen Unternehmens August Storck KG.
Entwickelt wurde Toffifee unter der Leitung von Klaus Oberwelland, der auch andere bekannte Süßwaren des Unternehmens Storck wie Merci, nimm2 und Werther’s Original entwickelt hatte. Der Name Toffifee ist ein Kunstwort in Anlehnung an den englischen Begriff Toffee für hartes Karamell. Nur auf dem amerikanischen Markt wird die abweichende Schreibweise Toffifay verwendet, um dort den ausgesprochenen Namen ähnlich dem deutschen Namen klingen zu lassen. Erstmals erhältlich war Toffifee im Jahr 1973 in Westdeutschland und Österreich. In den 1980er Jahren begann der Verkauf in der Schweiz und zu Beginn des 21. Jahrhunderts war das Produkt in über 100 Ländern vertreten.
In Deutschland wurde das Toffifee zunächst als Energiebringer für Frauen vermarktet.
Werbeslogans waren „Schwarzbraun mit Haselnuss“ und mit „Schmeck dich in Schwung“ (1977), „Die Haselnuss, umhüllt von Caramel, Nougatcreme und Schokolade“ (1978), „Entdeck' den Spaß in Toffifee!“ (1998), „Für mehr Wir“ (2015), „Zusammener sein mit Toffifee“ (2016), „So fühlt sich Familie an“ (2018) und „Es steckt viel mmmh… in Toffifee“ (2020). Wichtigster Werbeslogan war von 1973 an „Es steckt viel Spaß in Toffifee!“ und ist es bis heute. 
Die Produktwerbung wird von Beginn an von der Werbeagentur Otto Pahnke beziehungsweise Pahnke Markenmacherei gestaltet. Seit 1973 hat sich das Design der Standardpackung abgesehen von Anpassungen des Hauptbildes auf der Verpackung kaum verändert.
Im Herbst 2021 kam erstmals eine „Limited Edition“ in einer abgewandelten Geschmacksrichtung, Double Chocolate, auf den Markt. Daraufhin folgten die Varianten Coconut im Sommer 2022 sowie White Chocolate im Herbst 2022.

## Zusammensetzung und Nährwerte
Toffifee besteht zum größten Teil aus Zucker und pflanzlichen Fetten, darunter Palmfett und Sheabutter, Glukosesirup, Milchpulver, Sorbitsirup, Kakaomasse, kondensierter Magermilch, kondensierter Süßmolke, Milchzucker, magerem Kakao, Kakaobutter, Butterreinfett, Rohrzuckersirup, verschiedenen Molkenerzeugnissen, Emulgatoren (Sojalecithine), Salz, verschiedenen Aromen und enthält im Inneren einen ganzen Haselnusskern.
Nach Angaben des Herstellers enthalten 100 Gramm Toffifee (Stand 2019):
| Nährwerte     | pro 100 g                                  |
| ------------- | ------------------------------------------ |
| Brennwert     | 2.183 kJ (522 kcal)                        |
| Eiweiß        | 6,0 g                                      |
| Kohlenhydrate | 59,0 g, davon Zucker 48,9 g                |
| Fett          | 28,8 g, davon gesättigte Fettsäuren 12,7 g |
| Ballaststoffe | 2,2 g                                      |
| Salz          | 0,26 g                                     |
| Natrium       | 0,10 g                                     |